# Nick Calathes
Nick Calathes (grčki: Νίκος Καλάθης ili Nikos Kaláthis; Casselberry, Florida, 7. veljače 1989.) grčki je profesionalni košarkaš, rođen u SAD-u. Igra na poziciji razigravača, a može igrati i bek šutera. Izabran je u 2. krugu (45. ukupno) NBA drafta 2009. od strane Minnesota Timberwolvesa, a trenutačno je član grčkog Panathinaikosa.

## Srednja škola
Calathes je srednju školu Lake Howell High School napustio kao vodeći strijelac u povijesti floridskog okruga Seminole. Zajedno s bivšim suigračem Chandlerom Parsonsom odveo je Lake Howell do omjera 31-3 i naslova državnog prvaka 2007. godine. 

## Sveučilište
Calathes je jedan od četvorice igrača u eri Billyja Donovana kojima je kao srednjoškolcima druge godine ponuđena stipendija na sveučilištu Florida. U posljendnoj sveučilšnoj sezoni bio je prvi strijelac i asistent Gatorsa s 16 poena i 6.1 asistencijom u prosjeku. U ožujku 2008. imenovan je u drugu petorku All-Southeastern konferencije, ali i u All-SEC Freshman momčad. On i Patrick Patterson sa sveučilišta Kentucky prethodno su proglašeni freshmanima godine SEC konferencije. Odlučio se prijaviti na draft 2009. godine, ali nije uzeo agenta jer bi u slučaju niske pozicije time automatski izgubio pravo vratiti se na sveučilište. 

## Karijera
Izabran je ako 45. izbor NBA drafta 2009. od strane Minnesota Timberwolvesa, usprkos tome što je prije dogovorio suradnju je dogovorio s grčkim velikanom Panathinaikosom. Potpisao je trogodišnji ugovor vrijedan 2,1 milijun eura. Kasnije su Timberwolvesi mijenjali prava na njega u Dallas Maverickse za izbor drugog kruga drafta 2010. i novčanu naknadu. 

## Grčka košarkaška reprezentacija
Calathes ima uz grčko državljanstvo i američko zbog toga što je rođen na Floridi. 30. lipnja 2008. odlučio je uzeti grčko državljanstvo i nastupati za Grčku U-20 reprzentaciju. Sljedeće godine dobio je poziv u seniorsku reprzentaciju i u svom prvom velikom nastupu na Europskom prvenstvu u Poljskoj 2009. osvojio brončanu medalju. 

## Vanjske poveznice
- Profil  Arhivirana inačica izvorne stranice od 20. kolovoza 2009. (Wayback Machine) na FIBA.com
- Profil[neaktivna poveznica] na Basketpedya.com
- Profil na NBA.com
- Profil na ESPN.com